# Saint-Étienne-le-Molard
Saint-Étienne-le-Molard és un municipi francès situat al departament del Loira i a la regió d'Alvèrnia-Roine-Alps. L'any 2007 tenia 885 habitants.

## Demografia

### Població
El 2007 la població de fet de Saint-Étienne-le-Molard era de 885 persones. Hi havia 334 famílies de les quals 81 eren unipersonals (20 homes vivint sols i 61 dones vivint soles), 127 parelles sense fills, 122 parelles amb fills i 4 famílies monoparentals amb fills.
La població ha evolucionat segons el següent gràfic:
Habitants censats

### Habitatges
El 2007 hi havia 437 habitatges, 356 eren l'habitatge principal de la família, 52 eren segones residències i 29 estaven desocupats. 415 eren cases i 19 eren apartaments. Dels 356 habitatges principals, 288 estaven ocupats pels seus propietaris, 56 estaven llogats i ocupats pels llogaters i 12 estaven cedits a títol gratuït; 4 tenien una cambra, 12 en tenien dues, 58 en tenien tres, 94 en tenien quatre i 188 en tenien cinc o més. 237 habitatges disposaven pel capbaix d'una plaça de pàrquing. A 140 habitatges hi havia un automòbil i a 182 n'hi havia dos o més.

### Piràmide de població
La piràmide de població per edats i sexe el 2009 era:
| Homes | Edats   | Dones |
| ----- | ------- | ----- |
| 0     | 95 o +  | 3     |
| 2     | 90 a 94 | 1     |
| 5     | 85 a 89 | 6     |
| 7     | 80 a 84 | 8     |
| 16    | 75 a 79 | 23    |
| 11    | 70 a 74 | 16    |
| 20    | 65 a 69 | 18    |
| 26    | 60 a 64 | 12    |
| 15    | 55 a 59 | 27    |
| 27    | 50 a 54 | 24    |
| 22    | 45 a 49 | 22    |
| 28    | 40 a 44 | 24    |
| 31    | 35 a 39 | 31    |
| 27    | 30 a 34 | 28    |
| 24    | 25 a 29 | 20    |
| 18    | 20 a 24 | 9     |
| 20    | 15 a 19 | 28    |
| 25    | 10 a 14 | 26    |
| 31    | 5 a 9   | 29    |
| 15    | 0 a 4   | 24    |

## Economia
El 2007 la població en edat de treballar era de 549 persones, 399 eren actives i 150 eren inactives. De les 399 persones actives 361 estaven ocupades (209 homes i 152 dones) i 38 estaven aturades (9 homes i 29 dones). De les 150 persones inactives 55 estaven jubilades, 40 estaven estudiant i 55 estaven classificades com a «altres inactius».

### Ingressos
El 2009 a Saint-Étienne-le-Molard hi havia 372 unitats fiscals que integraven 948,5 persones, la mediana anual d'ingressos fiscals per persona era de 16.406 €.

### Activitats econòmiques
Dels 22 establiments que hi havia el 2007, 1 era d'una empresa extractiva, 2 d'empreses de fabricació d'altres productes industrials, 5 d'empreses de construcció, 5 d'empreses de comerç i reparació d'automòbils, 2 d'empreses de transport, 2 d'empreses d'hostatgeria i restauració, 1 d'una empresa d'informació i comunicació, 1 d'una empresa financera, 1 d'una empresa immobiliària, 1 d'una empresa de serveis i 1 d'una empresa classificada com a «altres activitats de serveis».
Dels 8 establiments de servei als particulars que hi havia el 2009, 2 eren tallers de reparació d'automòbils i de material agrícola, 3 paletes, 1 guixaire pintor, 1 fusteria i 1 restaurant.
L'any 2000 a Saint-Étienne-le-Molard hi havia 27 explotacions agrícoles que ocupaven un total de 649 hectàrees.

## Equipaments sanitaris i escolars
El 2009 hi havia una escola elemental.

## Poblacions més properes
El següent diagrama mostra les poblacions més properes.